# سغن (سردشت)
سغن (بالفارسية: سگن) هي قرية تقع في إيران في قسم سردشت الريفي. يقدر عدد سكانها بـ 130 نسمة بحسب إحصاء 2016.